# ドラゴンへの道
『ドラゴンへの道』（ドラゴンへのみち、原題：猛龍過江、英題：The Way of the Dragon）は、1972年制作の香港映画。ブルース・リー主演・監督。劇場公開された際の邦題は『最後のブルース・リー ドラゴンへの道』。

## 概要
『ドラゴン危機一発』、『ドラゴン怒りの鉄拳』で成功を収めたブルース・リーがゴールデン・ハーベストのレイモンド・チョウと共同で設立したコンコルド・プロダクションの第一回作品であり、リーが初めて監督・脚本・武術指導・主演の四役を務めた。
本作品は香港映画では初めてローマ・ロケを敢行している。
ラストのコロッセオにおけるチャック・ノリスとの死闘はブルース・リー作品でもベストに挙げられる。

コンコルド・プロダクション

また、他のブルース・リー作品では見られない明るさが目立ち、雑魚的な悪役はリーに叩きのめされても殺されないのが特徴である。

## ストーリー
イタリア・ローマの中華レストラン「上海」は、その土地を狙う地元のギャング（地上げ屋）に毎日の様に執拗な嫌がらせを受け、客も恐がって殆ど来なくなり閑古鳥の鳴く状態が続いていた。亡き父の後を継いだ女店主のチェン（ノラ・ミャオ）は、故郷・香港の弁護士に相談すると、急病で来られなくなった弁護士の代わりに従兄のタン・ロン（ブルース・リー）がやって来る。
弁護士を頼んだはずが、やってきたのはいかにも香港の田舎から出てきたばかりの風貌の青年。おまけに異国の地の言語・習慣の違いに戸惑いドジをふむタン・ロンに、初めのうちはチェンは呆れ、空手を嗜むジミー（ユニコーン・チャン）やトニー（トニー・リュウ）らレストランの従業員達は馬鹿にする。しかしある夜ギャングの送り込んだチンピラ集団をタン・ロンは鮮やかな中国拳法でいとも簡単に倒すと一転従業員から尊敬されるようになり、タン・ロンの飾らない性格にチェンは淡い気持ちを抱くようになる。
タン・ロンが加わった事でチェンと従業員達はギャングに立ち向かう決意を固めるが、叔父で調理担当のワンだけは頑なに反対。そのうちレストランの包囲、タン・ロンの暗殺計画、チェンの誘拐等、ギャングの手口はエスカレートしていくが、タン・ロンの拳法と機転によりことごとく失敗。引き下がれなくなったギャングのボスは最終手段として、アメリカ人の屈強な空手の達人・コルト（チャック・ノリス）を呼び寄せる。ギャングの罠によってコロッセオに誘い込まれたタン・ロンは、コルトと一対一の決闘をすることになる。

## キャスト
| 役名                                 | 俳優               | 日本語吹替      |
| 役名                                 | 俳優               | 日本テレビ版    |
| ------------------------------------ | ------------------ | --------------- |
| タン・ロン（トン・ロン）             | ブルース・リー     | 柴俊夫          |
| チェン（チャン・チンワー）           | ノラ・ミャオ       | 岡本茉利        |
| ジミー                               | ユニコーン・チャン | 筈見純          |
| トニー                               | トニー・リュウ     | 田中秀幸        |
| アメリカ人武術家・ゴードン（コルト） | チャック・ノリス   | 千葉耕市        |
| ワン伯父（王叔）                     | ウォン・チュンスン | 富田仲次郎      |
| ギャングの手下・ホー                 | ウェイ・ピンアオ   | 川辺久造        |
| ギャングのボス                       | ジョン・ベン       | 大木民夫        |
| 日本人武術家・長谷平                 | ウォン・インシック | 仲木隆司        |
| ヨーロッパ人武術家・フレッド         | ボブ・ウォール     |                 |
| 街の娼婦                             | マリサ・ロンゴ     |                 |
| 不明 その他                          |                    | 嶋俊介 東富士郎 |

- 日本テレビ版：1977年4月6日『水曜ロードショー』※上記と同じ放送素材を使用した再放送が1979年4月11日に「水曜ロードショー」内で行われた（本編90分のカット版）
- パラマウントから発売のエクストリーム・エディションBDに収録されている吹替版は、OP曲をマイク・レメディオスの主題歌に変更した1984年2月27日TBS「月曜ロードショー」の再放送版。

## スタッフ
- 監督・脚本：ブルース・リー
- 製作：ブルース・リー、レイモンド・チョウ
- 音楽：ブルース・リー、ジョセフ・クー
- 撮影：西本正
- 武術指導：ブルース・リー、ユニコーン・チャン
- カラミ：ユン・ピョウ、ユン・ワー、ラム・チェンイン

### 日本語版
- 字幕翻訳：高瀬鎮夫（劇場公開版）、杉山華世（ソフト版）
- 演出：田島荘三
- 吹替翻訳：大野隆一
- 効果：美見グループ
- 調整：甲野博資
- 制作：コスモプロモーション
- 解説：水野晴郎

## 影響
後にブルース・リーとの共演経験もあるサモ・ハン・キンポーが、ブルース・リーと本作品へのオマージュを込めて製作したのが『燃えよデブゴン』（原題『肥龍過江』）である。
ラストのブルース・リーとチャック・ノリスの死闘は、格闘家であった角田信朗も絶賛するほどであった。

## 日本公開
ゴールデン・ハーベストが本作の日本配給権を東宝東和（1974年当時の社名は東和）と東映洋画にそれぞれ売却したことが原因で、公開前に悶着が発生していた。
東宝東和はゴールデン・ハーベストのジミー・ウォング主演『片腕ドラゴン』を皮切りに、リー主演『ドラゴン危機一発』『ドラゴン怒りの鉄拳』『アンジェラ・マオの女活殺拳』などの日本公開を続けてきた実績があり、本作も東宝東和が先に配給権を締結。『ドラゴン電光石火』という邦題で、既に雑誌広告やEP盤のレコードなどを販促していた。
東映は1972年の千葉真一主演『東京-ソウル-バンコック 実録麻薬地帯』のバンコクロケの途中、香港に立ち寄った際にゴールデン・ハーベストと付き合いが生まれ、『ドラゴン怒りの鉄拳』の上映権を低価格で売りこまれていた。この時の東映は千葉主演『激突! 殺人拳』を製作することになり断るが、その後ゴールデン・ハーベストは本作の日本配給権を買わないかと再び誘い、東映は購入する。
しかし日本での興行権を先に獲得していた東宝東和は、ゴールデン・ハーベストのやり方に猛抗議。ゴールデン・ハーベストはリー主演『死亡遊戯』の配給権を東宝東和へ売る約束をしたため、東宝東和は本作の配給権を手放すこととなり、東映は『ドラゴンへの道』という邦題で日本公開に漕ぎ着けた。
東映洋画の本作配給権獲得の経緯について、当時の東映洋画部長・鈴木常承は以下のように証言している。
「東宝東和の川喜多さん（川喜多長政）とゴールデン・ハーベストのレイモンド・チョウという社長同士が仲良くて、東和に全部、作品が行っていた。その三本は『ドラゴン危機一発』『ドラゴン怒りの鉄拳』『ドラゴンへの道』。（ゴールデン・ハーベスト）にシャオさんという社員がいて、うちの国際部にしょっちゅう来て、僕のことを知っていた。それで、『シャオさん、ブルース・リーを一本ぐらい、やらせてくれないかな』と言った。『鈴木さん、本気でやるかい？いいですよ』と、『今、レイモンド・チョウは、東宝東和と正式に契約もしてません』と。それで話してもらったら、レイモンド・チョウが、岡田さん（岡田茂東映社長）に会いに日本に来たんです。岡田さんが『どうだ、レイモンドさん、一本、東映で』と言ったら『いいですよ』となった。『ドラゴン怒りの鉄拳』にしなさいとなって、『分かりました』と。たしか、あの時は70万ドル出したと思う。そうしたらスポニチがバーンと『東映、ブルース・リー映画の上映契約』と、すっぱ抜いたわけ。さあ、東宝東和は腰抜かして驚いたよ。ええっ！となって、川喜多さんが岡田さんに言って来た。『ウチはもう、東宝に上映のオファーしてるんだ』と。そうしたら岡田さんが『しかしな、聞いてみたら、あんた、契約書にサインしてないそうじゃないか。俺は、ちゃんとサインした、何が悪いんだよ』って。さすがに川喜多さんも参っちゃった。『実は話し合いで、口頭でやってた』と。岡田さんが『しょうがないじゃないか。俺は契約したんだもん』って。川喜多さん、すごすごと帰って行った。そうこうするうちに、今度は川喜多さんがゴールデン・ハーベストに文句を言ったわけ。レイモンド・チョウもこのままじゃマズいなと思ったんだろう。僕のところへ来て、『鈴木さん、どうだ、提案があるけど、『ドラゴン怒りの鉄拳』は東和に渡さんか。私が観たところ、次の『ドラゴンへの道』の方がいいと思うよ。ローマ・ロケだし』って。僕は『どっちだっていいよ、両方観てないんだし。じゃあ差し替えよう』と。それがラッキーだった。それで僕がブルース・リーを東映で初めて扱った」
。

### 興行成績
大ヒットし、公開初日に大勢のお客がミラノ座に押し寄せ、鈴木常承は岡田社長に「凄いですよ、社長！ ミラノ座のあのでっかい通りの反対側までお客が取り巻いてますよ！」と電話で報告を入れた。封切2日目の日曜日、1975年1月26日はオールナイト5000人を含む入場者1万8000人を記録。ミラノ座も「世界の映画興行史上、最高の観客数を記録した」とはしゃいだが、海外の映画館は定員制死守のため世界記録かどうかは分からない。ミラノ座が『ドラゴンへの道』の前に上映した『ザ・ヤクザ』が散々の入りで、関係者は「やっと正月が来ました」と喜びひとしおだった。鈴木常承はこの勝因を「シリーズものでもそうですが、日本人は"これが最後"というのにヨワいんです。ウチの「仁義なき戦いシリーズ」も『完結篇』が一番ヒットしましたし、『ドラゴンへの道』も"最後のブルース・リー"というサブ・タイトルに惹かれて来たファンが多かったようです」と宣伝の勝利を強調した。しかし手放しで喜べないのは、先の鈴木証言とは異なるが、ブルース・リーが日本で人気が出る前に、東映はゴールデン・ハーベストから本作を一本400万円で売り込まれたが「商売にならない」と蹴ったといわれており、その時買取りしていれば丸儲けだったが、今回は歩合契約だったため、配収の70%はゴールデン・ハーベストに取られた。岡田社長は嬉し悔しで、東映のプロデューサー連中に「何でブルース・リーのような役者をわが社で育てられないんだ」と連日ハッパをかけた。

## エピソード
- 日本人空手家として登場するウォン・インシック（黄仁植）の物凄いイントネーションの日本語（「おまぃわぁ〜タンロンがぁ？（お前はタンロンか？）」など）は、ブルース・リー・ファンの話のネタにされることが多い[独自研究?]。
- リンダ夫人はインタビューで、「私が一番好きなのは『ドラゴンへの道』です。なぜならユーモラスなところが普段の彼に一番近いからです。」と発言している。
- チャック・ノリス演じるアメリカ人武術家は日本公開版とテレビ放映版ではゴードンという名だが、オリジナルの劇中ではコルト（Colt）という名になっている。
- 日本のファンが待ち望んだ幻の日本初公開版のBlu-rayが2017年1月25日に発売された。使用されたオリジナルネガフィルムをもとにしたアルティメット・エディションとして日本初公開日から42年ぶりのリリースとなった。